# Фонологија
Фонологија је део науке о језику који проучава гласове као говорне јединице за обележавање разлике у значењу. Глас с том функцијом у језику се назива фонема. Фонологија проучава унутрашњи састав неког језика, односно скуп разликовних знакова или фонема, променом којих се мења или се може променити значење. У речима пет и пут, е и у биле би две различите фонеме, јер њихова замена условљава разлику значења. Фонологија, дакле, проучава гласовни систем посебног језика, нпр. српског језика.
Знаковни језик има фонолошки систем који је еквивалентан систему звукова у говорном језицима. Градивни блокови знака су спецификације за покрете, локације и облике руку.

## Настанак гласова
Артикулација гласова је врло сложен процес у коме учествује људски организам од трбушних мишића до уста и носа. Према посебним функцијама које при томе имају говорни органи се деле у три групе:
- органи који скупљају ваздух (плућа), истискују (трбушни мишићи и дијафрагма) и спроводе ваздух (душник);
- органи који стварају поједине елементе гласова (гласне жице, језик, доња вилица, предње и задње непце, алвеоле, зуби и усне);
- органи који појачавају гласове и дају им посебан тон и боју, тј. они који имају улогу резонатора (ждреона, усна и носна дупља).

Радом трбушних мишића и дијафрагме ваздух се потискује из плућа и душником доспева до органа правог говорног апарата где производи звук, који се у фонетици зове глас. Глас се у фонетици описује као производ друге и треће скупине органа. Пролазећи кроз гркљан ваздушна струја може да покрене два еластична мишићна набора, гласне жице, и да на њима произведе звук. На тај начин настају звучни гласови. Међутим, ваздушна струја може и слободно да проструји кроз гласник не изазивајући никакво треперење гласних жица па се тек у устима, услед покрета језика и усана усталаса ваздух и тако се стварају безвучни гласови. Нарочито важну улогу при стварању гласова има језик који се једним својим делом покреће ка устима, алвеолама или непцу. Свој облик и боју гласови углавном добијају у резонаторима.
С обзиром на то да глас настаје механички, преношењем треперења ваздушних честица, сваки глас карактеришу: јачина, висина и боја.
1. Јачина гласа зависи од снаге или јачине подстицаја који покреће трепереће тело, што значи да зависи од амплитуде (раздаљине између нормалног положаја треперећег тела и најдаље тачке до које оно у треперењу стиже). Уколико је амплитуда већа, глас је јачи.
2. Висина гласа зависи од брзине којом трепереће тело трепери; уколико је већи број трептаја у јединици времена, утолико је глас виши.
3. Боја гласа одређена је обликом резонатора (ждреона дупља, уста, нос). Сваки човек, уз то, има и своју посебну боју гласа јер је облик говорних резонатора код сваког појединца различит.

## Критеријуми за поделу гласова
- Према положају говорних органа - постојање/непостојање препреке у говорном апарату:

1. Вокали (нелокализовани): А, Е, И,О, У;
2. Сонанти(полулокализовани - постоји слаба препрека која се савладава): В, Р, Ј, Л, Љ, М, Н, Њ;
3. Консонанти (локализовани): сви остали гласови српског језика;

- Звучност - треперење гласних жица:

1. Звучни: Б, Г, Д, Ђ, Ж, З, Џ;
2. Безвучни: П, К, Т, Ћ, Ш, С, Ч, Ф, Х, Ц

- Место артикулације - на ком се месту препрека савладава:

1. Уснени (лабијални): Б, П, М;
2. Уснено-зубни (лабиодентални): В, Ф;
3. Зубни (дентални): Д, Т, З, С, Ц;
4. Надзубни (алвеоларни): Л, Р, Н;
5. Предњонепчани (палатални): Ч, Ђ, Ж, Ш, Њ, Ћ, Љ, Ј, Џ;
6. Задњонепчани (веларни): К, Г, Х;

- Начин артикулације - начин на који се препрека савладава:

1. Праскави (експлозивни): Б, П, Д, Т, Г, К;
2. Струјни (фрикативни): З, С, Ж, Ш, Ф, Х;
3. Сливени (африкате): Ч, Џ, Ћ, Ђ, Ц;

- Мекоћа:

1. Меки: Ј, Љ, Њ, Ћ, Ђ;
2. Тврди: сви остали консонанти и сонанти;

## Фонеме као гласови у дистинктивној функцији
Фонологија је практично функционална фонетика јер проучава функционална значења гласова. Александар Белић сматра да није могуће одвојити фонологију од фонетике јер су оне, како каже, два вида једне исте појаве. Српски књижевни језик има тридесет фонема, што значи да сви у његовој фонетици описани гласови, супротстављени - служе за разликовање значења.
Дистинктивна (разликовна) обележја фонема заснована су на артикулационо-акустичким особинама гласова. За фонеме српског књижевног језика најбитније су артикулационе особине звучност/безвучност гласова и мекоћа/тврдоћа гласова. С обзиром на ове карактеристике, фонеме се у потпуности разликују (на пример, б и к - јер је б експлозивни, двоуснени звучни сугласник, а к је експлозивни, задњонепчани безвучни сугласник). Када је реч о вокалима, дужина и краткоћа такође могу имати службу означавања разлике у значењу. Целином самогласничке фонеме разликују се речи, на пример кад и куд, јер је у првој а - ниски вокал задњег реда, акустички отворен, а у другој у - високи вокал задњег реда, акустички затворен. Када су у питању вокали, треба рећи да и акценат и квантитет(дужина и краткоћа њихова) имају службу означавања разлике у значењу речи. На пример, због различитог акцента речи грȁд и грȃд имају различито значење: прва означава временску непогоду, тучу, а друга насељено место. Таман су кренули у грȃд, а грȁд поче тући свом силином.
Може се рећи да су акценат и дужина, односно краткоћа код самогласника, дистинктивно обележје, често и оно минимално. Дијалекатске и појединачне разлике условљене физиолошко-анатомским карактеристикама јединке, у стандардном језику се не узимају у обзир. Квалитет (интонација или мелодијско кретање, или узлазност и силазност) акцента такође може утицати на разлике у значењу речи истог гласовног састава.
Дистинктиван је adj < l. distinctivus (разликован, који има способност разликовања, у нашем случају: који је способан да се помоћу њега разликују два језичка елемента један од другог).
Фонема обележава разлике међу речима својом целином, тј. свим деловима артикулације и акустичког утиска, или делом своје артикулације. У односу двеју речи роб и боб почетно р у првој речи је гласник који се потпуно, у свим елементима артикулације, разликује од почетног експлозивног усненог б у другој речи. С друге стране, између речи гад и кад разлика је само у звучности прве фонеме, то јест, г и к имају све артикулационе елементе једнаке, осим звучности (г је звучно, а к безвучно).

## Развој фонолошке теорије
Роман Јакобсон заузима место најистакнутијег иноватора у лингвистици. Јакобсонова Selected Writings (SW - Одабрана дела) јесу најдрагоценије сведочанство о развоју лингвистике у XX веку и богат извор подстицајних идеја. Роман Јакобсон имао је ту привилегију да одрасте у једној од интелектуално најживљих средина, у елити младе руске интелигенције и то у периоду који је претходио револуцији. Био је увек свестан важности проблема којих се латио и дубоко уверен у вредност решења које нуди, па није остављао простора за ignoramus и ignorabimus (лат. ignoramus et ignorabimus - Не знамо нити ћемо знати).
Први текст у Јакобсоновом делу је The Concept of the Sound Law and the Teleological Criterion (Концепт гласовног закона и теолошки критеријум), један кратак извод из рада који је представљен у Прашком лингвистичком кругу 13. јануара 1927. године. У овом тексту налази се одређени број основних начела будуће Прашке школе. Проглашена је важност фонолошких система (репертоар значењских дистинкција у акустичкомоторним сликама својственим датом језику), не само за статичку лингвистику, већ и за историју језика која је у супротности са Сосировим учењем. Ту анатомију између синхроних и дијахроних лингвистичких истраживања било је могуће превазићи трансформацијом историјске фонетике у историју фонолошких система, односно да се фонетске промене могу објаснити на основу система у којем су се јавиле. Ова Јакобсонова идеја постаје један од водећих принципа Прашке лингвистичке школе и полазна основа историјске фонологије.
У претходно наведеном тексту појам телеологије недовољно је објашњен и непоткрепљен примерима, али је свакако између редова много тога речено. Цео текст Јакобсоног предавања (13. јануар 1927. године) никада није објављен. Телеологија би значила поновно успостављање реда у језичком систему, с тим у вези да је недовољно објашњено шта би тај ред подразумевао, а ни шта је оно што нарушава исти. Јакобсон даје неколико закона импликације и инкомпатибилности појединих феномена, али касније одустаје од овог појма. Овај термин се не јавља у његовим радовима после 1932. године, чак се и идеја о сврсисходности гласовних промена јавља веома ретко. И поред проблема са телеологијом, несумњиво је рећи да је предавање одржано 13. јануара 1927. прекретница у историји фонологије, а од 1923. године Јакобсон је био борбено настројен фонолог.
У Јакобсоновом тексту из 1928. године Proposition au Premier Congrѐs International de Linguistes (Предлог Првом међународном конгресу лингвиста) налази се објашњење гласовних алтернација ,, у функцији система који их трпи", телеологија, правила импликације и компатибилности и дистинкција између корелативних и дисјунктивних опозиција. Тиме је био постављен темељ Прашке лингвистичке школе. Прашки фонолози замишљали су фонолошки систем ,, као закониту структуралну целину" па су приступили анализи и класификовању фонолошких опозиција, а с тим у вези и применили фонологију и на дијахроне проблеме. Они су такође, нагласили дистинктивну функцију фонеме и разрадили темељна начела фонологије.
Концепт корелације који је Јакобсон увео у наведеном тексту подразумева концепт дистинктивних обележја. Фонолошку корелацију чини низ бинарних опозиција дефинисаних једним општим принципом, која се могу замислити независно од сваког пара супротних појмова. У делима после 1930. године, Роман Јакобсон више не користи термин ,, корелација" (Трубецкој га задржава), што не значи да напушта овај концепт. Он га проширује применивши начело бинарних дистинктивних обележја на цео материјал фонолошких опозиција.
Роман Јакобсон је по први пут применио своје фонолошке грађе у тексту Remarques sur l’évolution phonologique du russe comparée à celle des autres langues slaves (Запажања о фонолошком развоју руског у поређењу са оним у другим словенским језицима). Јакобсон нема позитиван став према Лајпцишкој школи, али се чињеница да су они открили карактер језичких промена не може оспорити. У овом су тексту приказана основна начела фонологије и практична примена гледишта да гласовни развој треба објаснити на основу система, који су од непроцењиве вредности.